# Cicouro
Cicouro (em mirandês Cicuiro) é uma povoação portuguesa do Município de Miranda do Douro que foi sede da extinta Freguesia de Cicouro, freguesia que tinha 14,51 km² de área e 95 habitantes (2011), e, por isso, uma densidade populacional de 6,5 hab./km².
A Freguesia de Cicouro foi extinta (agregada) pela reorganização administrativa de 2012/2013, tendo o seu território sido agregado ao da Freguesia de Constatim para criar a União de Freguesias de Constantim e Cicouro.

## População
| População da freguesia de Cicouro | População da freguesia de Cicouro | População da freguesia de Cicouro | População da freguesia de Cicouro | População da freguesia de Cicouro | População da freguesia de Cicouro | População da freguesia de Cicouro | População da freguesia de Cicouro | População da freguesia de Cicouro | População da freguesia de Cicouro | População da freguesia de Cicouro | População da freguesia de Cicouro | População da freguesia de Cicouro | População da freguesia de Cicouro | População da freguesia de Cicouro |
| --------------------------------- | --------------------------------- | --------------------------------- | --------------------------------- | --------------------------------- | --------------------------------- | --------------------------------- | --------------------------------- | --------------------------------- | --------------------------------- | --------------------------------- | --------------------------------- | --------------------------------- | --------------------------------- | --------------------------------- |
| 1864                              | 1878                              | 1890                              | 1900                              | 1911                              | 1920                              | 1930                              | 1940                              | 1950                              | 1960                              | 1970                              | 1981                              | 1991                              | 2001                              | 2011                              |
| 721                               | 718                               | 788                               | 770                               | 727                               | 677                               | 729                               | 265                               | 295                               | 258                               | 177                               | 124                               | 118                               | 105                               | 95                                |

Nos anos de 1864 a 1930 tinha anexada a freguesia de Constantim. Pelo decreto lei nº 27.424, de 31/12/1936, passaram a ser freguesias autónomas